# Спорово
Спорово (бел. Спорава) — агрогородок в Берёзовском районе Брестской области Белоруссии, центр Споровского сельсовета. Население — 893 человека (2019).
В названии запечатлены старые земельные отношения: спорная земля, земля неясной принадлежности.

## География
Агрогородок находится в 11 км к юго-западу от города Белоозёрск и в 25 км к юго-западу от города Берёза. Спорово стоит на северном берегу Споровского озера, через которое протекает Ясельда. Посёлок находится неподалёку от границ с Ивановским и Дрогичинским районами. Западнее Спорова находится деревня Здитово, куда ведёт местная дорога, севернее посёлка располагаются торфяники частично осушенных Споровских болот. Ближайшая ж/д станция в Белоозёрске (тупиковое ответвление от магистрали Минск — Брест).

## История
На западе от деревни находится древняя стоянка, которая относится к эпохе неолита. Первое упоминание самой деревни датировано 1552 годом (владение Василия Тышкевича). Позднее принадлежала роду Ширмов. 
После третьего раздела Речи Посполитой с 1795 года в составе Российской империи. Во второй половине XVIII века одним из предков Ширмов, пинским старостой, был построен усадебный дом (просуществовал до 1939 года) и флигель для слуг и приёма гостей. В 1865 году имение Спорово складывалось из одноимённой деревни и поселения Дмитричи. В 1868 году село в Слонимском уезде Гродненской губернии. В 1870 году в Песковской волости. С 1915 года оккупирована германскими войсками, с 1919 года до июля 1920 года и с августа 1920 года — войсками Польши (в июле временно установлена советская власть).
С 1921 года в гмине Пески Косовского повета Полесского воеводства Польши. С 1939 года в составе БССР. С 1940 года в Здитовском сельсовете. В 1941—1944 годах оккупирована немецко-фашистскими захватчиками. Убиты четыре жителя деревни, разрушено 224 дома.
18 января 1988 года Здитовский сельсовет переименован в Споровский.

## Население
| Численность населения (по годам) | Численность населения (по годам) | Численность населения (по годам) | Численность населения (по годам) | Численность населения (по годам) | Численность населения (по годам) | Численность населения (по годам) | Численность населения (по годам) | Численность населения (по годам) | Численность населения (по годам) | Численность населения (по годам) | Численность населения (по годам) |
| 1868                             | 1886                             | 1897                             | 1905                             | 1924                             | 1940                             | 1959                             | 1970                             | 1999                             | 2005                             | 2009                             | 2019                             |
| -------------------------------- | -------------------------------- | -------------------------------- | -------------------------------- | -------------------------------- | -------------------------------- | -------------------------------- | -------------------------------- | -------------------------------- | -------------------------------- | -------------------------------- | -------------------------------- |
| 605                              | ↗621                             | ↗766                             | ↗969                             | ↗1148                            | ↗1564                            | ↗1649                            | ↗1930                            | ↘1300                            | ↘1277                            | ↘1052                            | ↘893                             |

## Достопримечательности
- Обелиск на месте Брестского подпольного обкома КПБ с весны 1943 года по июль 1944 года[1].
- Братская могила партизан. В центре агрогородка. Похоронены 14 партизан бригады «Советская Белоруссия», погибших в 1943—1944 годах. В 1960 году на могиле установлен памятник — скульптура партизана[4].
- Археологические стоянки рядом с деревней на северо-западном берегу Споровского озера[5].
- Православная церковь св. Онуфрия. Построена в 2013 году[6]

## Известные жители
- Константин Иванович Тарасевич — советский белорусский шашечный композитор, специалист в жанре «задача», чемпион (1986) и неоднократный призёр (1982, 1991, 1998, 2002) национальных чемпионатов, мастер спорта СССР по шашечной композиции (1991) много лет работал учителем начальных классов Споровской средней школы[7][8].